# Monazita-(Nd)
La monazita-(Nd) és un mineral de la classe dels fosfats, que pertany al grup de la monazita. Va rebre el seu nom l'any 1829 per Johann Friedrich August Breithaupt del grec μουάζω, ser solidari, en al·lusió a la raresa de la seva presència a les primeres localitats conegudes. El sufix "Nd" s'ajusta a la Regla de Levinson per a minerals de terres rares, per al membre dominant de neodimi de la sèrie monazita.

## Característiques
La monazita-(Nd) és un fosfat de fórmula química Nd(PO₄). Va ser aprovada com a espècie vàlida per l'Associació Mineralògica Internacional l'any 1986. La seva duresa a l'escala de Mohs oscil·la entre 5 i 5,5.
Segons la classificació de Nickel-Strunz, la monazita-(Nd) pertany a «08.A - Fosfats, etc. sense anions addicionals, sense H₂O, només amb cations de mida gran» juntament amb els següents minerals: nahpoïta, monetita, weilita, švenekita, archerita, bifosfamita, fosfamita, buchwaldita, schultenita, chernovita-(Y), dreyerita, wakefieldita-(Ce), wakefieldita-(Y), xenotima-(Y), pretulita, xenotima-(Yb), wakefieldita-(La), wakefieldita-(Nd), pucherita, ximengita, gasparita-(Ce), monazita-(Ce), monazita-(La), rooseveltita, cheralita, monazita-(Sm), tetrarooseveltita, chursinita i clinobisvanita.

## Formació i jaciments
Va ser descoberta al Mont Giove, a Vallone del Vannino, a la província de Verbano-Cusio-Ossola, al Piemont (Itàlia). Tot i no ser una espècie abundant, s'hi poden trobar jaciments a tots els continents del planeta, a excepció de l'Antàrtida.